# Língua garífuna
O garífuna ou garifuna é uma língua aruaque falada em Honduras, Guatemala e Belize pelos garífunas. O idioma também é falado, embora em menor escala, na Costa do Mosquito, da Nicarágua. Historicamente, foi conhecido como caribe ou caribe negro e igñeri pelos europeus. O garífuna tem seu vocabulário dividido entre os termos utilizados apenas pelos homens e os que são utilizados apenas pelas mulheres; os termos utilizados apenas por homens geralmente vem das línguas caribes, enquanto os que o são pelas mulheres vem do aruaque. Foi declarada uma Obra-Prima do Património Oral e Imaterial da Humanidade em 2009, juntamente com a dança e a música garífuna.

## Classificação
Garifuna é uma língua que faz parte da família das línguas aruaques, embora seja atípica dentro desse grupo, pois:
- 1) é falada  fora da a área das aruaques que é o norte da América do Sul.
- 2) apresenta muitas palavras de palavras de origem estrangeira como línguas do Caribe e línguas européias, fato motivados por um passado tumultuado de guerras, colonização, migração.

## História
Esse idioma já esteve confinado na [[Antilhas|antilhana}} de Ilha de São Vicente (São Vicente e Granadinas), mas variantes do destino levaram seus  falantes a se deslocar para Honduras no continente de onde se dispersaram para o sul da Nicarágua e mas para o norte, na Guatemala e em Belize. Mais tarde, muitos dos garifunas migraram e se estabeleceram em grandes cidades dos Estados Unidos .

## Fonologia
No garífuna existem seis vogais: a, e, i, o, ü e u e 16 consoantes: b, ch, d, f, g, h, k, l, m, n, p, r, s, t, w, y.

## Vocabulário
O vocabulário do garífuna é composto a partir de:
- 45 % aruaque (igñeri)
- 25 % caribe (kallínagu)
- 15 % francês
- 10 % inglês
- 5 % espanhol ou inglês (termos técnicos)

Existem também algumas palavras provenientes de línguas africanas.

## Gramática

### Pronomes pessoais
Com pronomes pessoais independentes, o garífuna distingue entre o gênero masculino e feminino:
|           | masculino singular | feminino singular | plural |
| 1ª pessoa | au                 | nugía             | wagía  |
| 2ª pessoa | amürü              | bugía             | hugía  |
| 3ª pessoa | ligía              | tugía             | hagía  |

As formas au e amürü têm origem caribenhas, enquanto as outras têm origem aruaque.

### Plural
A pluralização dos substantivos é irregular, e feita através de sufixos. Por exemplo:
- isâni "criança" – isâni-gu "crianças"
- wügüri "homem" – wügüri-ña "homens"
- hiñaru "mulher" – hiñáru-ñu "mulheres"
- itu "irmã" – ítu-nu "irmãs"

O plural de Garífuna, no entanto, é Garínagu.

### Posse
A posse, nos substantivos do garífuna, é expressa através de prefixos pessoais:
- ibágari "vida"
- n-ibágari "minha vida"
- b-ibágari "tua vida"
- l-ibágari "sua vida" (masc.)
- t-ibágari "sua vida "(fem.)
- wa-bágari "nossa vida"
- h-ibágari "vossa vida"
- ha-bágari "sua vida" (pl.)

### Verbo
No verbo garífuna, o tempo, aspecto, modo, negação e pessoa (tanto o sujeito quanto o objeto) são expressos através de afixos, que são auxiliados, em parte, por partículas.
Os paradigmas de conjugação são inúmeros. A conjugação do verbo alîha ("ler"), no presente contínuo, por exemplo, é:
- n-alîha-ña "estou lendo"
- b-alîha-ña "estás lendo"
- l-alîha-ña "[ele] está lendo"
- t-alîha-ña "[ela] está lendo"
- wa-lîha-ña "estamos lendo"
- h-alîha-ña "estais lendo"
- ha-lîha-ña "estão lendo"

A conjugação do verbo alîha ("ler") no presente simples é:
- alîha-tina "leio"
- alîha-tibu "lês"
- alîha-ti "[ele] lê"
- alîha-tu "[ela] lê"
- alîha-tiwa "lemos"
- alîha-tiü "ledes"
- alîha-tiñu "[eles] lêem"
- alîha-tiña "[elas] lêem"

Alguns verbos têm conjugações irregulares.

### Numerais
A partir do três, os números do garífuna têm origem exclusivamente francesa, com base no sistema vigesimal, que atualmente está presente no francês apenas depois no 80:
- 1 = aban
- 2 =biñá, biama, bián
- 3 = ürüwa (< trois)
- 4 = gádürü (< quatre)
- 5 = seingü (< cinq)
- 6 = sisi (< six)
- 7 = sedü (< sept)
- 8 = widü (< huit)
- 9 = nefu (< neuf)
- 10 = dîsi (< dix)
- 11 = ûnsu (< onze)
- 12 = dûsu (< douze)
- 13 = tareisi (< treize)
- 14 = katorsu (< quatorze)
- 15 = keinsi (< quinze)
- 16 = dîsisi, disisisi (< "dix-six" → seize)
- 17 = dîsedü, disisedü (< dix-sept)
- 18 = dísiwidü (< dix-huit)
- 19 = dísinefu (< dix-neuf)
- 20 = wein (< vingt)
- 30 = darandi (< trente)
- 40 = biama wein (< 2 + vingt → quarante)
- 50 = dimí san (< "demi cent" → cinquante)
- 60 = ürüwa wein (< "trois-vingt" → soixante)
- 70 = ürüwa wein dîsi (< "trois-vingt-dix" → soixante-dix)
- 80 = gádürü wein (< quatre-vingt)
- 90 = gádürü wein dîsi (< quatre-vingt-dix)
- 100 = san (< cent)
- 1,000 = milu (< mil)
- 1,000,000 = míñonu (< engl. million?)

### Outros tipos de palavras
O idioma utiliza preposições e conjunções.

### Sintaxe
A ordem das palavras do garífuna é verbo-sujeito-objeto (VSO).